# Lycosa interstitialis
Lycosa interstitialis är en spindelart som först beskrevs av Embrik Strand 1906.  Lycosa interstitialis ingår i släktet Lycosa och familjen vargspindlar.
Artens utbredningsområde är Algeriet. Inga underarter finns listade i Catalogue of Life.